# I-35W Mississippi River Bridge
De I-35W Mississippi River Bridge was een vakwerkbrug in Minneapolis, Minnesota over de Mississippi. De verkeersbrug maakte deel uit van de Interstate Highway I-35W en werd in 1967 in gebruik genomen. De stalen brug met een betonnen dek had acht rijstroken en een overspanning van 581 meter, waarvan de grootste overspanning 140 meter bedroeg. In 2005 maakten 141.000 voertuigen per etmaal gebruik van de brug. De brug stortte in 2007 in, waarbij 13 doden vielen en 145 mensen gewond raakten.

## Constructie
De hoofdoverspanning van de brug was een bijna 140 meter (458 voet) lange stalen vakwerkboog. De brug rust aan beide zijden van de 119 meter brede Mississippi op ronde betonnen pijlers. Enkele aanbruggen zijn geheel in beton uitgevoerd, anderen in dezelfde constructie als de hoofdoverspanning.

## Ramp in 2007
Op 1 augustus 2007 stortte de veertig jaar oude brug over de Mississippi tijdens de avondspits in. Er bevonden zich op het moment van het gebeuren vijftig tot honderd auto's op de brug, waarvan er tientallen de diepte instortten. Er stierven 13 mensen, 145 raakten gewond.

Een beveiligingscamera legde vast hoe de ramp zich voltrok

### Oorzaak en onderzoek
Al in 2001 bleek uit een rapport van de wegbeheerder dat de brug zwakke punten had in de verbindingen tussen het betonnen dek en de stalen draagconstructies als gevolg van metaalmoeheid en vervormingen. Het rapport wees ook op het feit dat de brug geen redundantie had: in het geval van het bezwijken van een constructie-onderdeel was er geen onderdeel dat de extra belasting kan opvangen en verder bezwijken kon voorkomen. Het rapport concludeerde wel dat vervanging van de brug nog niet noodzakelijk was.
De National Transportation Safety Board heeft de ramp onderzocht. Het onderzoek concludeerde dat de schetsplaten, die verschillende stalen constructieonderdelen verbonden, te zwak gedimensioneerd waren en uiteindelijk bezweken zijn onder het steeds toenemende gewicht van de brug en het verkeer. Over de jaren was 51 mm beton op de brug aangebracht waardoor het totale gewicht van de brug met 20% toenam.

### Reactie
Noodhulp kwam snel op gang, het personeel hielp de mensen die vast zaten in hun voertuigen. Ze werken door in de nacht, maar in de ochtend veranderde hun doel naar het zoeken naar lichamen waarvan er nog meerdere onder puin en voertuigen lagen.

### Gevolgen
De brug stond bij het ministerie van verkeer te boek als 'structureel gebrekkig'. Volgens deskundigen zijn er nog zeventigduizend gebrekkige bruggen in de VS. Het opknappen hiervan kost 140 miljard dollar. De minister van Transport wil alle bruggen van het soort van Minneapolis laten onderzoeken, het gaat in totaal om ongeveer 750 vakwerkbruggen.

### Nieuwe brug
Op 30 oktober 2007 is begonnen met de bouw van de vervangende I-35W Saint Anthony Falls Bridge, die op 18 september 2008 geopend werd.

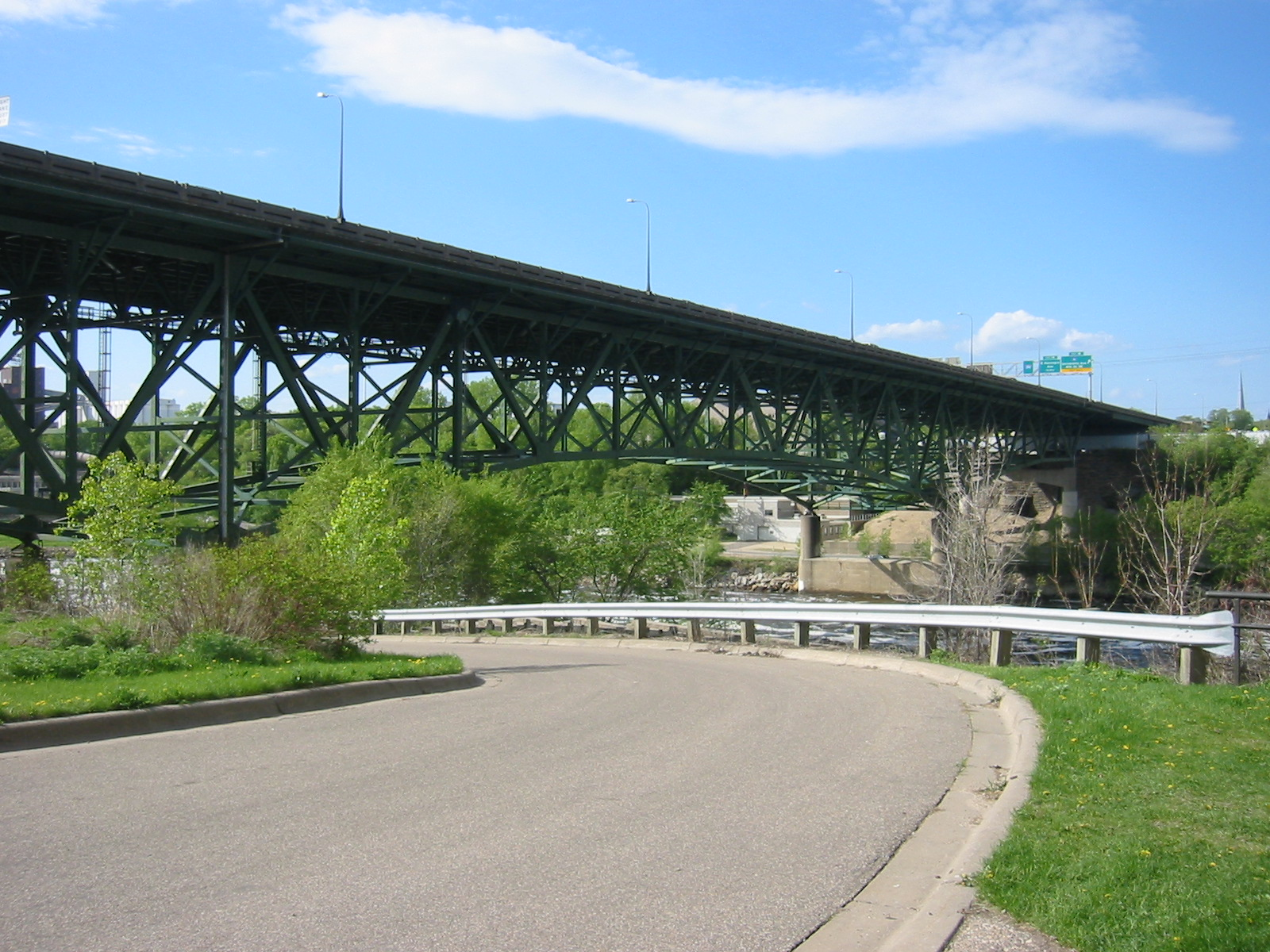
De brug in mei 2006
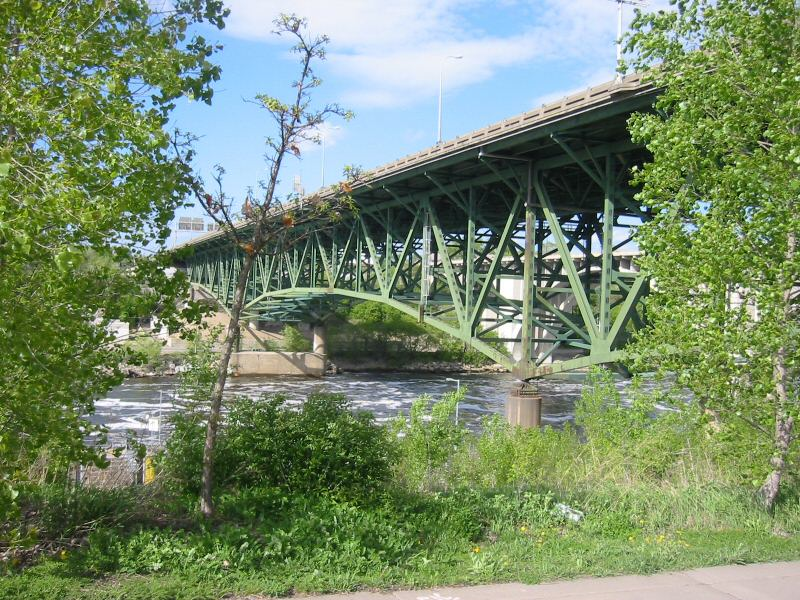
De brug in mei 2006
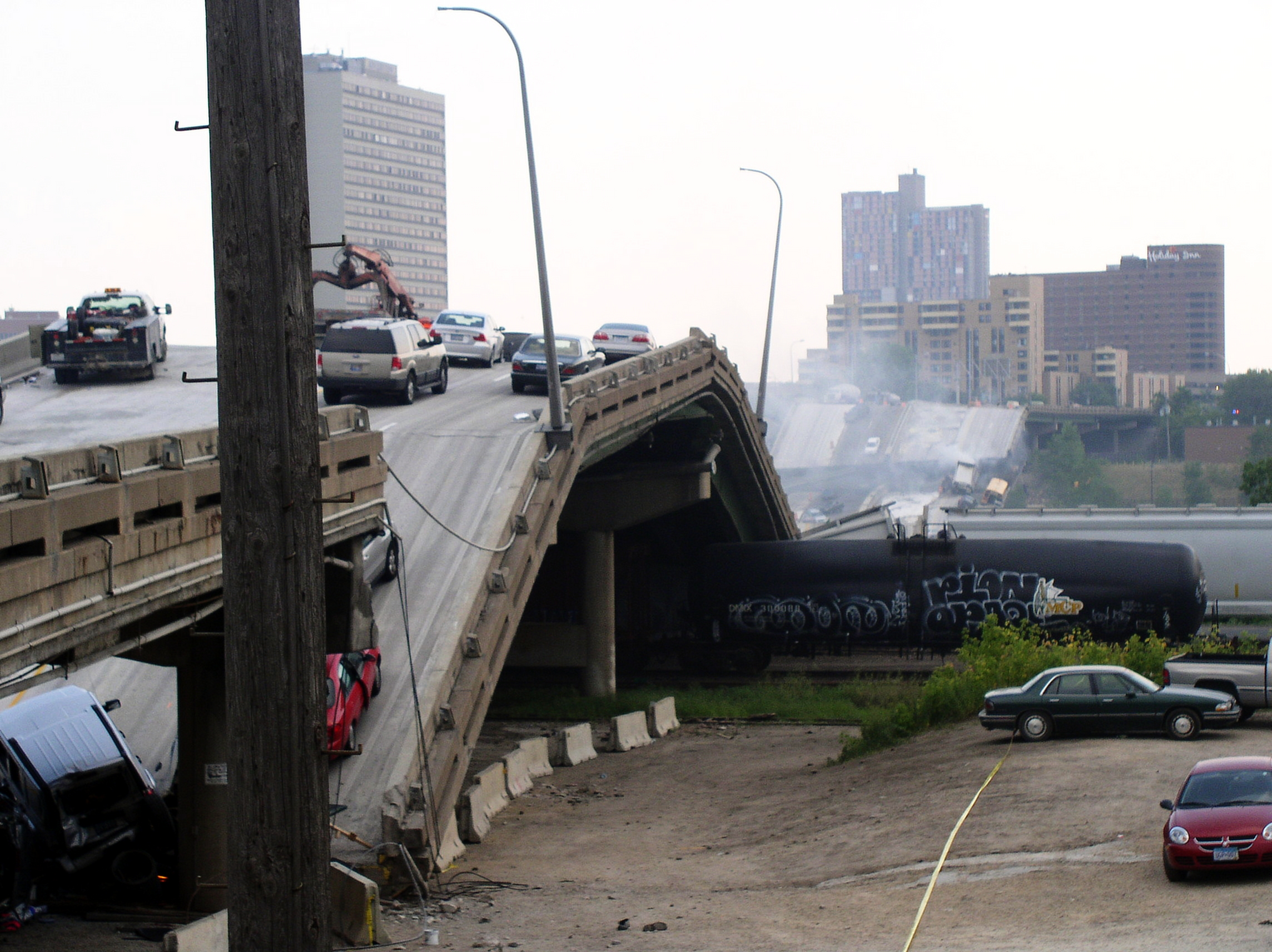
De ingestorte brug